# La perfecta desconeguda
La perfecta desconeguda (títol original en anglès, Complete Unknown) és una pel·lícula de thriller de misteri del 2016, dirigida per Joshua Marston, a partir d'un guió del mateix Marston i de Julian Sheppard. És protagonitzada per Rachel Weisz, Michael Shannon, Kathy Bates i Danny Glover. Es va estrenar al Festival de Cinema de Sundance el 25 de gener de 2016. La pel·lícula es va estrenar el 26 d'agost de 2016 a càrrec d'Amazon Studios i IFC Films. S'ha doblat i subtitulat al català.